# Шпанхарренстетте
Шпанхарренстетте (нем. Spahnharrenstätte) — община в Германии, в земле Нижняя Саксония.
Входит в состав района Эмсланд. Подчиняется управлению Зёгель. Население составляет 1451 человек (на 31 декабря 2010 года). Занимает площадь 36,07 км².

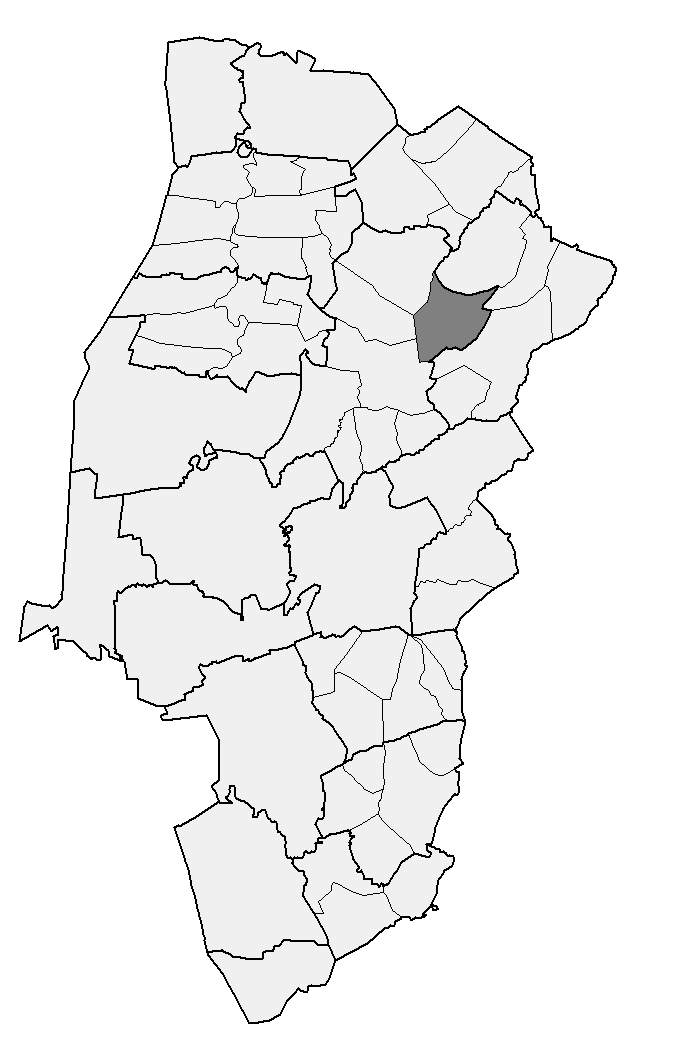
Шпанхарренстетте